# Johann Polz (Pädagoge, 1605)
Johann Polz, auch Poltz, Johann Polz II (* 30. April 1605 in Lüsse bei Belzig; † 9. Dezember 1675 in Lübeck) war ein deutscher Pädagoge und Bibliothekar.

## Leben
Polz war ein Sohn des Pfarrers in Lüsse Adam Poltz und seiner Frau Catharina, geborene Belling. Er besuchte Schulen in Halle (Saale) und Gardelegen sowie das Akademische Gymnasium in Hamburg und studierte ab 1633 an der Universität Helmstedt. 1645 wurde er als Nachfolger des gleichnamigen (Verwandten?) Johann Pol(t)z, genannt Bohemus wegen seiner Herkunft aus Schönwald (vermutlich das heutige Krásný Les) bei Karlsbad Rektor der Großen Stadtschule in Wismar.
1654 berief ihn der Rat der Hansestadt Lübeck als Nachfolger von Jacob Kockert zum Subrektor am Katharineum zu Lübeck. Seine Einführung erfolgte am 2. November 1654. Mit dieser Stelle war zugleich die Leitung der Stadtbibliothek verbunden. Am 15. März 1664 wurde er als Nachfolger des zum Rektor gewählten Heinrich Bangert zum Konrektor befördert.
Er war verheiratet mit Dorothea, geborene Meier († 23. Februar 1664), einer Tochter des Bürgermeisters von Heiligenhafen. Das Paar hatte drei Töchter und einen 1660 geborenen Sohn, der gleichfalls Johann Polz hieß. Nach Studium in Rostock und Wittenberg wurde er Konrektor, dann Rektor des Johanneums in Lüneburg, zuletzt Pastor zu Preetz und starb dort 1705. Dessen Sohn, ebenfalls Johann Poltz († 1741), war Pastor zu Neukirchen bei Oldenburg in Holstein.

## Werke
Polz verfasste vor allem Gelegenheits- und Memorialschriften.